# Remuneração variável
A Remuneração Variável também chamado de bonificação é um tipo de remuneração condicionado aos resultados por um determinado período de tempo. Apesar de ser um tema que envolva finanças, ela é disciplina estudada em recursos humanos. Conforme Maladoviez e Weber (2010), Remuneração Variável é um conjunto de diferentes formas de recompensa que complementam a remuneração fixa, atrelando fatores como atitudes e desempenho com o valor percebido. O desempenho individual pode ser recompensado por incentivos e prêmios, e o desempenho da equipe pode ser reconhecido por meio da remuneração por resultados.
É uma iniciativa da empresa de recompensar o sucesso da organização entre seus funcionários aumentando ainda mais a produtividade e os lucros, não se restringindo às empresas de porte grande, e sendo feitas ,geralmente, por meio de pagamentos em dinheiro. 
Tais ferramentas, são importantíssimas nos modelos de gestões atuais contribuindo para que as empresas atraiam bons prospectos e também trabalhe na manutenção do seu quadro de funcionário. 
Uma empresa que deseja aplicar esse tipo de remuneração deve levar em consideração o que é  relevante e  valorizado pelos funcionários nas suas diferentes situações pessoais. Por exemplo, as pessoas mais velhas com filhos geralmente valorizam benefícios e salários indiretos relacionados à segurança e que contemplem a família, sendo considerado algo motivacional planos de saúde e aposentadoria. Para jovens, que possuem ambições quanto à crescimento e aprendizado, as remunerações variáveis por meio do dinheiro são consideradas mais motivacionais. 
Ela pode ser utilizada em qualquer situação em que há indicadores de desempenho. A remuneração variável também possui algumas siglas no Inglês como: P4P (Pay for Performance), PRP (Performance-Related Pay), Incentive Pay, entre outros.
Essa forma de remuneração envolvem a criação de vínculos entre o desempenho e a recompensa, além do compartilhamento dos resultados da empresa e transformação do custo fixo em variável. Esse método ajuda na  melhoria do ambiente, no aumento da produtividade e por meio dos diversos modelos adotados, muitas empresas têm mostrado que acreditam na capacidade de seus funcionários e na condição que eles possuem de agregar valor ao negócio, por meio da participação, da criatividade, da iniciativa e da superação de metas preestabelecidas.
É importante lembrar que, há uma regulamentação que é importante ser seguida como exemplo, pode-se citar que a base de cálculo são metas individuais a fim de complementar a remuneração fixa.
Geralmente, a remuneração variável é ligada ao desempenho profissional individual do empregado, de uma equipe de empregados ou da empresa em total. A medição do desempenho pode ser feita com ajuda de indicadores de performance (KIP) e outros meios da análise contábil. Para criar vínculos entre o desempenho e a recompensa, compartilhar os resultados da empresa e transformar custos fixos em variáveis, a remuneração variável pode ser realizada através de:
- Prêmios e incentivos
- Gratificações voluntárias (fora das gratificações garantidas por lei, como a gratificação de natal no Brasil)
- Participações acionárias
- Participações nos lucros

Segundo Jean Pierre Marras em Administração da Remuneração as vantagens da remuneração por resultados (Pay-for-Performance) podem ser:
- Incentiva a busca de qualidade total
- Melhora o conjunto da produtividade
- Alavanca uma redução geométrica dos custos e despesas
- Reforça os valores culturais da empresa

Incentiva a participação individual e coletiva nos ciclos PDCA (projetos)
Para que os planos de remuneração variável sejam bem sucedidos é importante a consideração de alguns aspectos:
Garantia de alinhamento dos objetivos departamentais, grupais e individuais aos objetivos e metas estratégicas da empresa;
- Ter uma clara definição das metas a serem alcançadas, para que não haja problemas no processo de avaliação de resultados;
- Informar a todos sobre como será feito o processo de apuração das metas definidas e da avaliação dos resultados.

A Remuneração Variável é também, um importante instrumento de auxílio ao alcance de mudanças na cultura organizacional, favorecendo questões como trabalho em equipe, fortalecimento de conceitos de qualidade e melhorias de processos internos.

## Benefícios flexíveis
Benefícios flexíveis, compõe a remuneração variável e são bonificações que se moldam de acordo com as necessidades pessoais, podendo variar de acordo com o perfil socioeconômico, familiar e profissional. No ambiente organizacional, esse conceito possibilita aos colaboradores criarem seu próprio pacote de benefícios personalizado.
Esse conceito veio para substituir os tradicionais benefícios adicionais, criados para complementar o salário do trabalhador, que inicialmente atendia as necessidades de um empregado padrão da década de 50, com uma esposa e dois filhos, perfil que ja não representa nem 10% dos funcionários do mercado de trabalho desde os anos 2000.
Em concordância com a teoria das expectativas, as recompensas organizacionais devem estar ligadas aos objetivos individuais dos funcionários, por isso os benefícios flexíveis individualizam as bonificações, e aumentam a motivação deles. Há três tipos de pacotes de benefícios cujos funcionários podem escolher: os planos modulares, os nucleares e os de credito flexível. 
| Planos modulares | Planos Nucleares | Planos de Crédito Flexíveis |
| --- | --- | --- |
| Os planos modulares possuem um pacote de benefícios que pode ser acrescido em sistema de módulos, focando onde a necessidade do funcionário for maior, e obtendo apenas o mínimo nos que não são interessantes. Os benefícios oferecidos neste tipo de plano são os mesmos para todos os colaboradores, alterando apenas o peso de cada um. | Os planos nucleares são compostos por um pacote pré definido de benefícios, e adicionais que podem ser incorporados ao pacote de acordo com o perfil e necessidade do colaborador. Para jovens solteiros, por exemplo, os benefícios básicos somados com maiores valores em alimentação ou recompensas monetárias podem ser interessantes. Para um colaborador casado e com filhos, o pacote básico acrescido de seguro de vida, desconto em mensalidades escolares e assistência médica familiar oferecem mais vantagem. | Os planos de credito flexíveis oferecem uma quantia ao colaborador para ser gasta em serviços realizados de modo particular, proporcionando o reembolso das despesas que estejam dentro do valor previamente acordado. Esse plano se molda de acordo com as necessidades mensais do colaborador, evitando transtornos dentro da empresas caso haja a necessidade de mudança do beneficio ao passar do tempo. |

### Teoria das Expectativas
A Teoria da expectativa baseia-se na premissa geral de que a motivação para o desempenho que um indivíduo possui, apoia-se na antecipação que ele faz de eventos futuros. Em outras palavras, a motivação do colaborador se baseia no fato de que os resultados futuros esperados por ele podem trazer benefícios pessoais esperados, e por desejar a recompensa, se motiva a realizar tarefas propostas dentro das empresas.
"A força da tendência para agir de determinada maneira depende da força da expectativa de que a ação trará certo resultado, e da tração que este resultado exerce sobre o indivíduo." A teoria da expectativa segundo Robbins.

#### Tipos de Benefícios
Os benefícios podem ser divididos em três classes. 
| Assistenciais | Recreativos | Supletivos |
| --- | --- | --- |
| São os benefícios que tem por objetivo dar uma ajuda às famílias no caso de imprevistos e emergências, fora da vontade ou do controle do colaborador: Assistência médico-hospitalar, odontológica e empréstimos, seguro de vida são alguns exemplos. | Oferecem ao colaborador, repouso, diversão, higienização mental. Estação inclusos música no ambiente de trabalho, passeios e/ou excursões e atividades esportivas como exemplos deste tipo de benefício. | São os serviços que proporcionam aos colaboradores diversas facilidades, utilidades para ajudar aumentar a qualidade de vida, como restaurante na empresa, ônibus fretado, flexibilidade de horários são alguns benefícios deste tipo. |